# التنبؤ بالطقس بالمطار

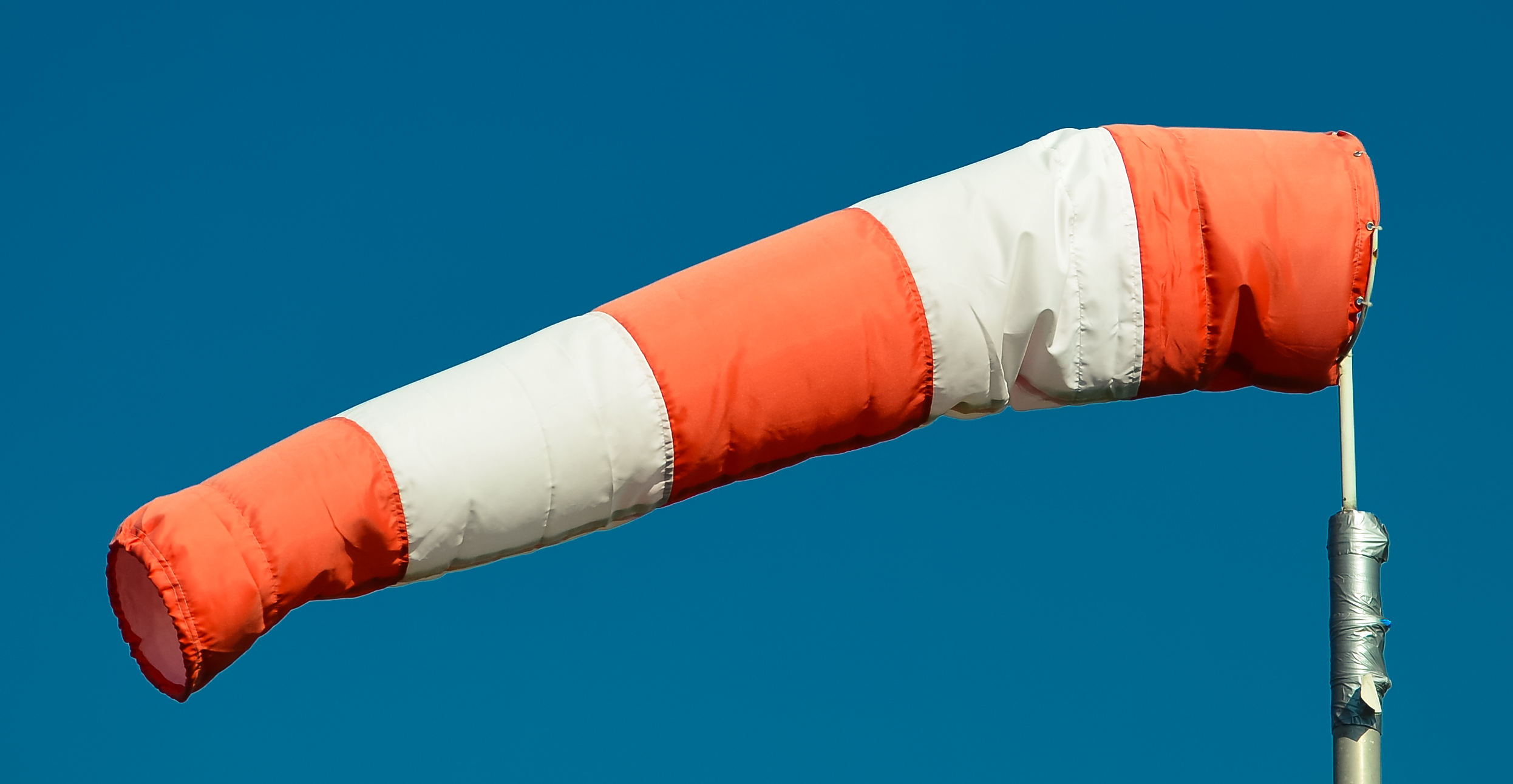

التنبؤ بالطقس بالمطار (Terminal Aerodrome Forecast) المعروف اختصارا بـ (TAF). هو تقرير مختصر ودوري تنشره مصالح الرصد الجوي لمختلف البلدان، يحتوي هذا التقرير الذي يكتب بطريقة خاصة على التنبؤات بالطقس لفترة 
تتراوح بين 6 و 30ساعة قادمة، ويخص كل تقرير منه مطارا معينا وهو موجه أساسا لالطيران و الملاحة الجوية. وهو مشايه في شكله العام لـ تقرير الطقس للمطار.

## محتوى تقرير التنبؤ بالطقس بالمطار
يتكون هذا التقرير من مقاطع نموذجية متفق عليها دوليا و معتمدة من طرف المنظمة الدولية للطيران المدني (ICAO) و المنظمة العالمية للأرصاد الجوية و يحتوي على ما يلي:
- يبدأ بكلمة TAF (نوع التقرير)و هذا لتفريقه عن الأنواع الأخرى مثل METAR.
- رمز المطار ، حسب المنظمة الدولية للطيران المدني (ICAO).
- تاريخ و وقت إصدار التقرير .
- مدة الصلاحية.
- إتجاه و سرعة الرياح.
- الرؤية الأفقية.
- التساقط .
- السحب.

```
 قد يقسم التقرير إلى فترات زمنية حيث تستعمل كلمة FM التي تعني 'إبتداء
```

من' (from) و كلمة BECMG التي تعني 'الفترة الآتية' (becoming). كما تستعمل كلمة TEMPO لإعطاء مغلومات حول التغييرات المؤقتة التي قد تحصل.
```
 وقد توضع ملاحظة RMK في آخر التقرير .
```

## مثال
```
                TAF HSSS 061100Z 0612/0712 VRB03KT CAVOK    
          BECMG 0812/0814 26008KT 9999 FEW026 SCT100 
                                              PROB40 
   TEMPO 0815/0824 9999 -TSRA FEW026CB SCT030 SCT100 
                 BECMG 0903/0906 VRB03KT 9999 FEW030 
                             BECMG 0908/0910 32008KT 
                                =RMK NXT FCST BY 15Z
```

و اليكم الشرح:
- TAF : نوع التقرير
- HSSS : اسم المطار ، هنا مطار الخرطوم -السودان-
- 061100Z : التاريخ و وقت إصدار التقرير .هنا يوم 06 من الشهر الجاري

على الساعة 1100Z الحادية عشر صباحا بالتوقست العلمي الموحد Z ' زولو).
- 0612/0712 : مدة الصلاحية من الساعة 12 (منتصف النهار) يوم06 إلى

الساعة 12 (منتصف النهار) لسوم 07.
- VRB03KT : رياح متغيرة الإتجاه ( VRB ) سرعتها 03 عقد.
- CAVOK : السماء صافية.

...